# Modalens kommun
Modalens kommun (norska: Modalen kommune) är en kommun i landskapet Nordhordland i Vestland fylke i västra Norge. Det är Norges näst minsta kommun befolkningsmässigt, efter ökommunen Utsira. Kommunen saknade fast vägförbindelse fram till 1976, då en tunnel till Eksingedalen i Vaksdals kommun byggdes. Centralort är byn Mo.
Tidigare har kommunen tillhört dåvarande Hordaland fylke.

## Administrativ historik
Modalens kommun upprättades den 1 januari 1910 genom utbrytning ur Hosangers kommun. Kommunen omfattade då också ett område i Eksingedalen i nuvarande Vaksdals kommun samt ett område i Romarheimsdalen i nuvarande Alvers kommun. Den hade 821 invånare vid upprättandet.
Den 1 januari 1964 överfördes ett bebott område (Eksingedals socken med 151 invånare) från Modalens kommun till den då nybildade Vaksdals kommun. Samtidigt överfördes ett annat bebott område (gårdarna Nipo, Dyrkelbotn och Eitrdalen med 12  invånare) från Modalens kommun till Lindås kommun.

## Befolkningsutveckling
Uppgifterna i tabellen ovan är hämtade från den plattyska språkversionen av Wikipedia.

## Näringsliv
Kommunens inkomster kommer till stor del från vattenkraft. Kommunen är också stor exportör av sand från kommunens stora sandtag. Den största näringen är jordbruk, följt av turism och laxfiske i Modalselva. 
Modalens kommun har som första kommun i Norge erbjudit ett allmänt trådlöst Internet. Investeringen kostade 10 000 norska kronor per åtkomstpunkt och betalades helt och hållet av kommunen. Kommunen var också den första norska kommun som köpte datorer till alla skolelever (1993). Resurserna till de stora investeringarna i IT-teknik kommer huvudsakligen från de intäkter som vattenkraften ger.

## Tätorter
I Modalens kommun finns inga tätorter.

## Socknar
Inom Norska kyrkan motsvaras Modalens kommun av Mo socken i Nordhordlands prosteri i Bjørgvins stift.

## Bilder

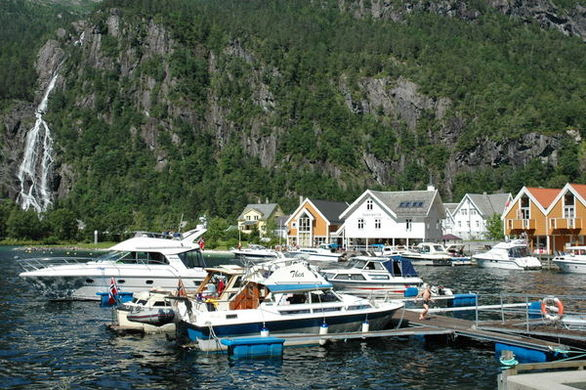
Centralorten Mo.
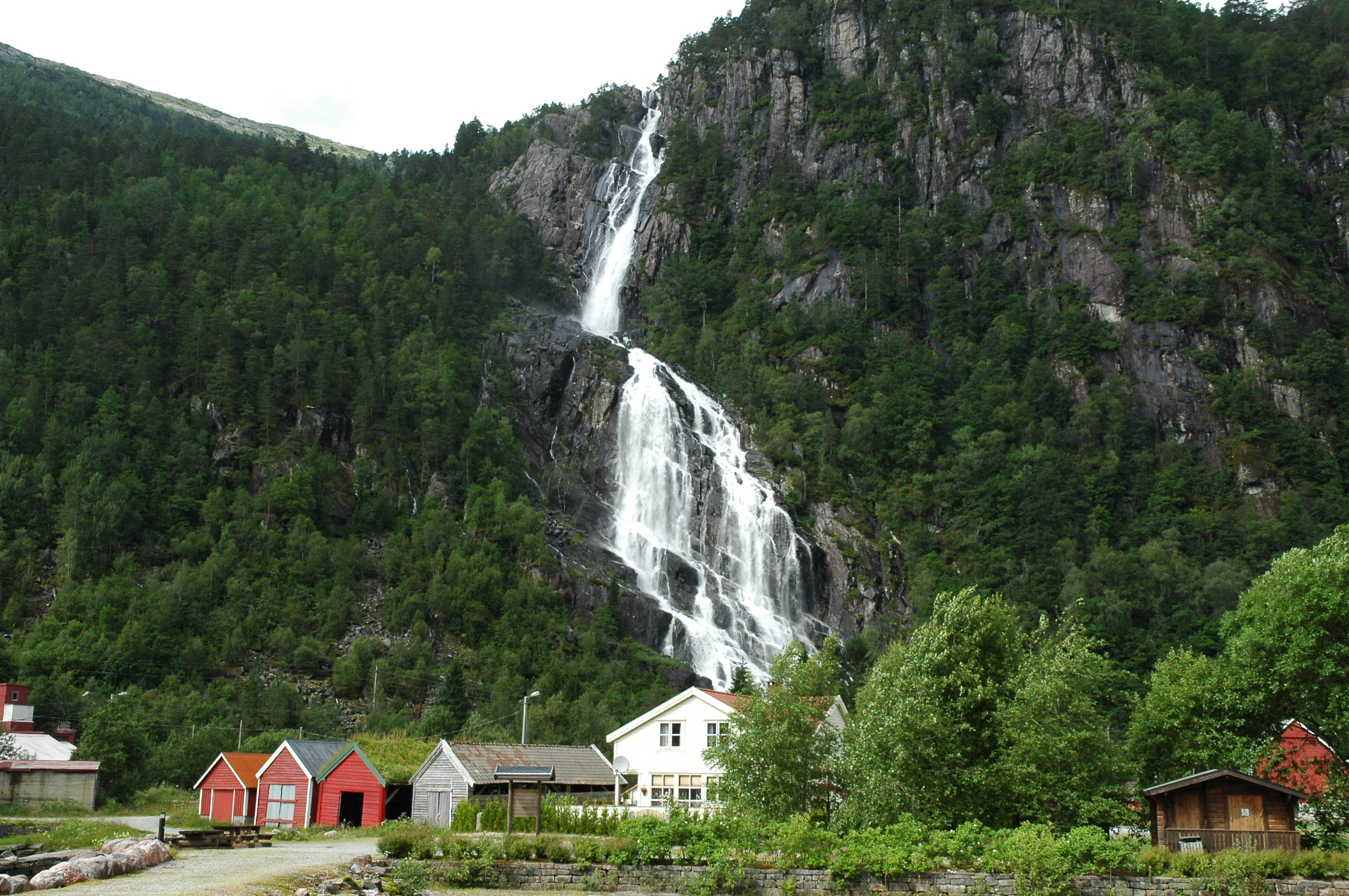
Kvernhusfossen.
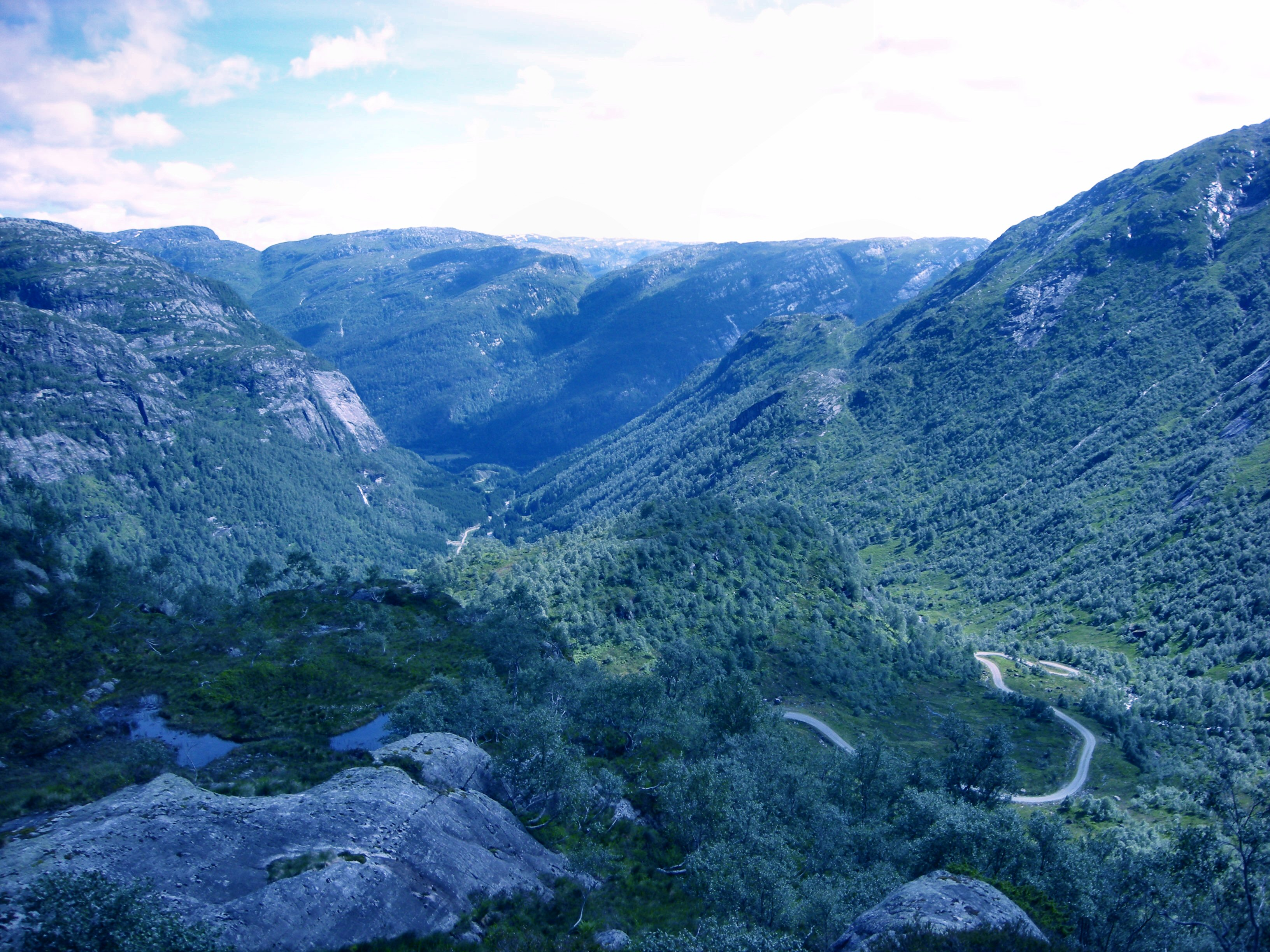
Hellandsdalen.
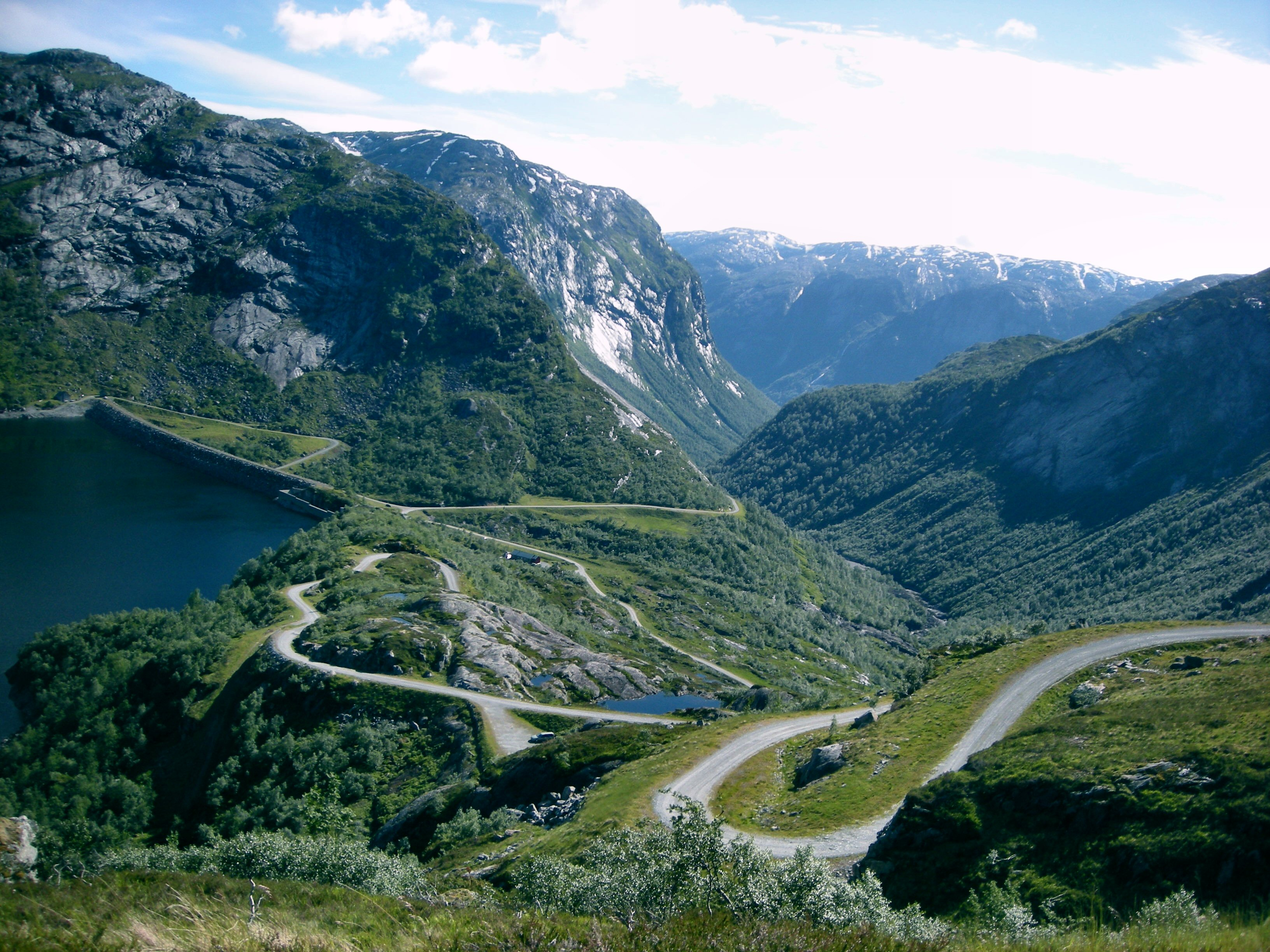
Dammen vid Stølsvatnet i Stølsdalen.